# مایکولا ورونی
مایکولا کیندراتوویچ ورونی (به اوکراینی: Мико́ла Кіндра́тович Ворони́й) (زادۀ ۶ دسامبر ۱۸۷۱ میلادی – درگذشتۀ ۷ ژوئن ۱۹۳۸ میلادی) نویسنده، شاعر، مترجم، کارگردان نمایش، بازیگر، ، و فعال سیاسی، اوکراینی بود.
او در روستوف-نا-دونو در فرمانداری یکاترینوسلاو به دنیا آمد و در گروه‌های مارکو کروپایونیتسکیی و تئاتر روسکا بسیدا نقش‌آفرینی کرد. ورونی یکی از اعضای مؤسس شورای مرکزی اوکراین بود. او همچنین بنیانگذار تئاتر ملی اوکراین در سال ۱۹۱۷ میلادی بود.
در سال ۱۹۳۸ میلادی او در اودسا توسط تروئیکای ان‌کی‌وی‌دی (NKVD) به اتهام تعلق به سازمان نظامی و ملی‌گرای اوکراینی اعدام شد.